# Abbaye Saint-Jean-Baptiste de Chocques
Pour les articles homonymes, voir Abbaye Saint-Jean-Baptiste.
L'abbaye Saint-Jean-Baptiste est une abbaye de chanoines réguliers fondée au XIe siècle à Chocques.

## Historique
L'abbaye Saint-Jean-Baptiste est fondée et gérée par trois seigneurs laïques en dépit des lois canoniques. En 1120, Jean Ier de Warneton, évêques de la Morinie y rétablit des chanoines réguliers de l'Ordre de Saint-Augustin. Le pape Eugène III approuve en 1145 cette réforme et en 1182 elle est bénie par Didier, évêque de la Morinie.
L'abbaye se voit dotée de nombreux biens, ce qui ne va pas toujours sans contestation de la part de seigneurs laïcs ou d'autres abbayes sur les droits respectifs des uns et des autres, ainsi un différend avec l'abbaye Notre-Dame de Beaupré-sur-la-Lys au sujet des dîmes et oblations d'Estaires et de La Gorgue, réglé en 1221 par Adam, évêque de Thérouanne.
En 1226, Michel de Harnes fonde la chapelle du Doulieu et la donne à l'abbaye.

## Hydrologie
L'abbaye est située à proximité de la Clarence.